# كارلو الثالث دوق سفويا
كارلو الثالث دوق سفويا الملقب بالطيب (شازي، 10 أكتوبر 1486 - فرشيلي، 17 أغسطس 1553) كان دوق سفويا و أمير بييمونتي و كونت أوستا و مورين و نيس بين عامي 1504 و 1553. كما حائز إسمياً صفة ملك قبرص وبيت المقدس . ابن فيليبو الثاني (1443 - 1497) و زوجته الثانية من كلاودينا سفويا (1450 - 1513).